# NGC 4711
NGC 4711 (również IC 3804, PGC 43286 lub UGC 7973) – galaktyka spiralna z poprzeczką (SBb), znajdująca się w gwiazdozbiorze Psów Gończych. Odkrył ją William Herschel 1 maja 1785 roku.